# Fata Morgana (película)
Fata Morgana es una película de Werner Herzog, filmada en 1969, en el cual son relevantes los espejismos en el desierto del Sahara. La única narración es sobre el mito maya de la creación (el Popol Vuh) de Lotte Eisner, y un texto escrito por Herzog.

## Producción
En un principio se iba a presentar la cinta como una narración de ciencia ficción, tomando las imágenes como paisajes de otro planeta. Este concepto fue abandonado cuando comenzó la filmación, pero se llevó a cabo en el cortometraje Lecciones en la oscuridad  y en el documental La salvaje y azul lejanía.

Gran parte de la cinta consiste en largos travellings filmados por el camarógrafo Jörg Schmidt-Reitwein desde el techo del Volkswagen Bus con Herzog manejando. Ellos mismos alisaron el terreno para preparar las tomas. La película lleva el título de los espejismos que se deben a los fenómenos de inversión térmica conocidos como fata morgana. 
Herzog y su equipo encontraron problemas durante la filmación, sobre todo por tener el camarógrafo Schmidt-Reitwein un homónimo con graves problemas con la justicia.